# Tina Uršič
Tina Uršič, slovenska dramska igralka.